# Carlos Vidal
Pour les articles homonymes, voir Vidal.
Lepe Carlos Vidal (né le 24 février 1902 au Chili et mort le 7 juin 1982 toujours au Chili) était un footballeur international chilien, qui évoluait au poste d'attaquant.

## Biographie
Il a joué en club tout d'abord au Club Deportivo Magallanes, puis à l'Audax Italiano.
Appelé El Zorro, il a joué avec l'équipe du Chili pour le mondial de 1930 qui se déroula en Uruguay. 
Vidal inscrit un des 5 buts de son équipe durant la compétition, contre le Mexique (3-1), tandis que l'attaquant Guillermo Subiabre inscrit les 4 autres buts (victoire 1-0 contre la France et défaite 3-1 face à l'Argentine).